# Jessica Fridrich
Jessica Fridrich (1964) è un'informatica statunitense, nata in Cecoslovacchia.

## Informatica
È docente al Department of Electrical and Computer Engineering della Binghamton University.
È specializzata nel trattamento delle informazioni relative alle immagini (watermark, steganografia, studio delle falsificazioni, ...) e ha registrato alcuni brevetti in questo campo.

## Cubo di Rubik
È nota soprattutto per aver ideato il metodo di risoluzione del cubo di Rubik che da lei prende il nome di "metodo Fridrich" che prevede la memorizzazione di 119 algoritmi (41 per il F2L, 57 per l'OLL e 21 per il PLL)  ed è uno dei metodi più usati nello speedcubing.

### Esperienze con il cubo
Ebbe tra le mani un cubo di Rubik per la prima volta nel marzo del 1981, all'età di 16 anni, grazie a un ragazzo di 14 anni che lo risolveva in circa un minuto: riuscì, con l'aiuto del ragazzo, a risolvere solo una faccia del cubo impiegando parecchi minuti. Ne rimase subito affascinata, ma non riuscì a entrare in possesso di un cubo vero e proprio perché non era in vendita a causa del blocco economico imposto all'epoca in Cecoslovacchia.
Scoprì il primo rudimentale metodo di risoluzione su un numero della rivista russa Kvant: iniziò ben presto a studiare i possibili algoritmi, provandoli però solo su carta.
Poco dopo ebbe di nuovo la possibilità di maneggiare un cubo vero e proprio grazie al capo del club di astronomia locale che ne acquistò uno durante un viaggio in Ungheria, paese di Ernő Rubik, l'inventore del cubo.
Grazie alle bozze di algoritmi del suo futuro metodo, e grazie al metodo rudimentale pubblicato sulla rivista russa, fu in grado di risolvere il cubo per la prima volta, impiegandoci diverse ore. Purtroppo anche quella volta non poté tenersi il cubo: il proprietario non volle regalarglielo.
Ottenne il primo cubo nel luglio del 1981 grazie a una famiglia francese che frequentava sua sorella.
Poco dopo riuscì a farsi comprare dai suoi genitori altri cubi durante un viaggio in Ungheria: da quel momento in poi continuò a perfezionare il suo metodo di risoluzione e a impratichirsi nel maneggiare il rompicapo.
Prima di tutto prese confidenza con il metodo a strati o layer by layer: il metodo più semplice, utilizzato ancora oggi dai novizi.
Nel dicembre del 1981 Jessica Fridrich, dopo 6 mesi circa dal momento in cui risolse il cubo per la prima volta, riusciva a risolverlo in un tempo medio di 35 secondi circa.
Nell'inverno 1981/82 la rivista Mlady Svet pubblicò i tempi che i lettori dichiaravano di impiegare per la risoluzione del cubo e quello di Jessica Fridrich era il miglior tempo.
Nel maggio del 1982 partecipò al primo campionato cecoslovacco di speedcubing e lo vinse, stabilendo nel corso della finale trasmessa in TV il tempo di 23,55 secondi.
Il premio del concorso era un volo a Budapest per la partecipazione al primo campionato mondiale di speedcubing.
Jessica Fridrich raggiunse una certa notorietà ed ebbe l'occasione di pubblicare il suo metodo sulla rivista Mlady Svet, la stessa che comprava da semplice appassionata.

## Curiosità
Nella sua autobiografia sul web descrive un aneddoto curioso: vide un ragazzo che risolveva il cubo, si avvicinò e gli chiese quale metodo utilizzasse. Il ragazzo rispose che usava il metodo Fridrich, ma precisò di aver memorizzato solo una parte degli algoritmi perché impararli tutti era per lui troppo complicato. Lei consigliò al ragazzo di impararli tutti e lui, scocciato, rispose domandando se lei li sapeva tutti a memoria: lei rispose di sì, perché era proprio Jessica Fridrich e per provarglielo risolse il cubo in poco più di 20 secondi.

## Competizioni ufficiali
Al campionato mondiale di speedcubing a Budapest si classificò solo decima con un tempo di 29,11 secondi.
Ha anche partecipato ai campionati mondiali di Toronto del 2003, ottenendo il secondo posto con la media di 20.48 secondi sulle cinque prove della finale.
Oggi risolve il cubo in 17 secondi in media e non partecipa più a competizioni.